# Gekko gecko
Il geco Tokay (Gekko gecko (Linnaeus, 1758)) è un grande sauro della famiglia Gekkonidae diffuso nel Sud-est asiatico.

## Descrizione

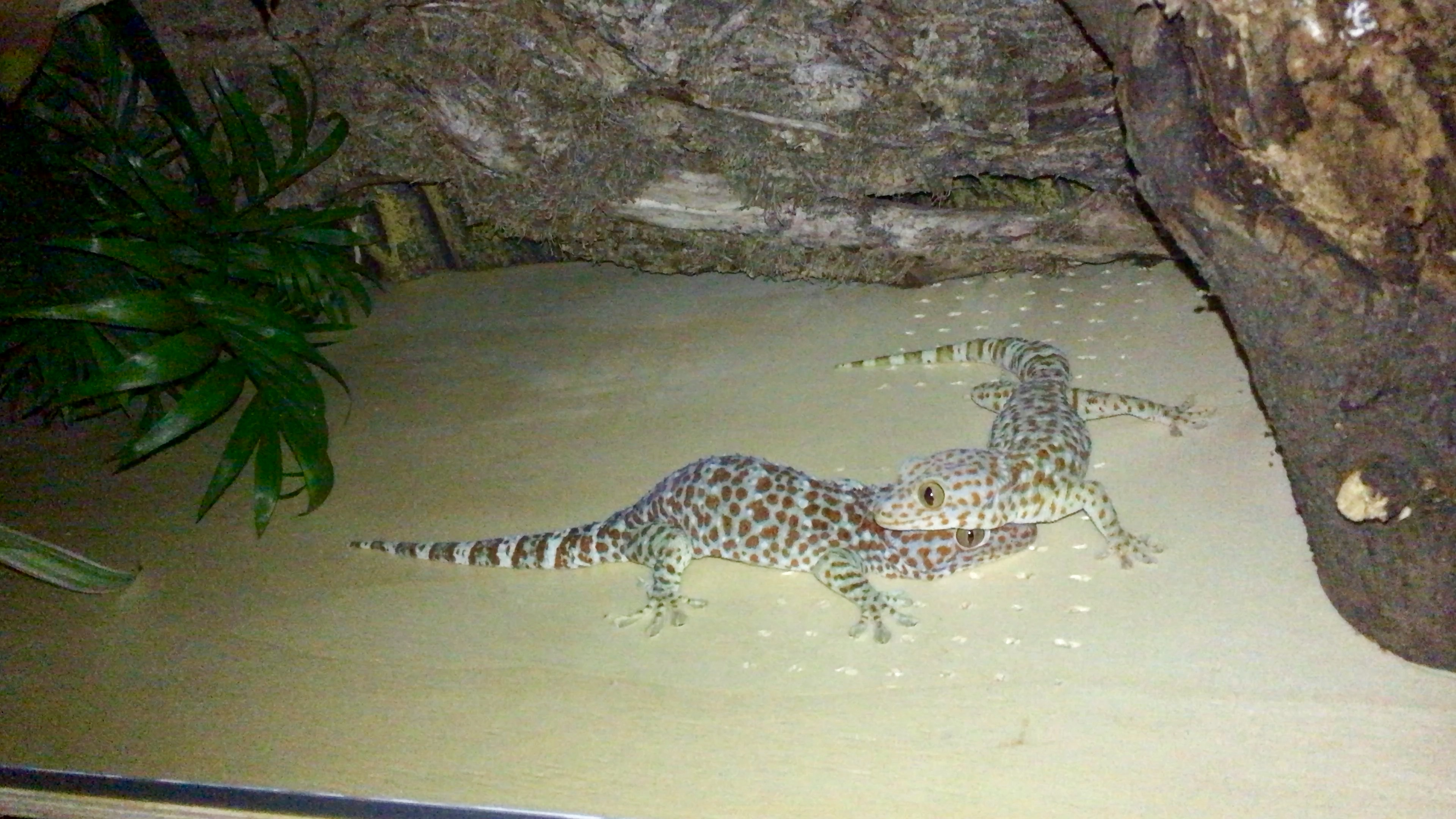
Coppia adulta di Gekko Gecko

Il geco Tokay è il secondo geco più grande del mondo; solo Rhacodactylus leachianus lo supera in dimensioni.

Il maschio è più grosso della femmina. Questa è lunga da 15 a 25 cm (con massime di 34-35), mentre il maschio misura da 20 a 33 cm (max 39-41). Il dimorfismo sessuale è accentuato, nella stagione degli amori, dai colori più sgargianti del maschio.

## Biologia

### Alimentazione
Questo animale è un predatore vorace: caccia insetti, larve, molluschi, onischi, rettili (anche della stessa specie), talvolta anche pesci, piccoli uccelli e roditori. Il cibo è procacciato sul terreno ma talvolta anche in acqua. Le prede sono divorate intere.

## Distribuzione e habitat
Ha un ampio areale che comprende Bangladesh, India, Nepal, Bhutan, Myanmar, Thailandia, Cambogia, Laos, Vietnam, Malaysia, Cina meridionale, Filippine,
Indonesia, Timor Est.